# Seznam zápasů slovenské a polské hokejové reprezentace
Toto je seznam zápasů slovenské a polské hokejové reprezentace na MS a Zimních olympijských hrách.

## Mistrovství světa v ledním hokeji
| Datum     | Číslo | Slovensko | Výsledek | Zápas | MS   | Místo    | Branky Slovenska |
| --------- | ----- | --------- | -------- | ----- | ---- | -------- | --- |
| 27.4.2002 | 1     | Slovensko | 7:0      | ZS    | 2002 | Göteborg | Peter Bondra • Vladimír Országh • Róbert Tomík • Ľuboš Bartečko • Richard Lintner • Rastislav Pavlikovský • Róbert Petrovický |

## Zimní olympijské hry
| Datum | Číslo | Slovensko | Výsledek | Zápas | ZOH                   | Místo | Branky Slovenska |
| ----- | ----- | --------- | -------- | ----- | --------------------- | ----- | ---------------- |
|       | 1     |           | x:x      |       | bez odehraného zápasu |       |                  |